# ナフトール
ナフトール (naphthol) はナフタレンの水素を1個、ヒドロキシ基に置換した化合物で、フェノール類に分類される芳香族化合物である。ヒドロキシ基の置換位置が異なる2種類の異性体、1-ナフトール と 2-ナフトール が存在する。化学工業では前者をα-ナフトール、後者をβ-ナフトールと呼ぶ。2-ナフトールは毒物及び劇物取締法に定める劇物に該当する。法律上の名称は「ベタナフトール」。
ナフトール染料の原料などに用いる。ナフトール染料はアゾイック染料とも呼ばれる。